# Haliplus connexus
Haliplus connexus är en skalbaggsart som beskrevs av Matheson 1912. Haliplus connexus ingår i släktet Haliplus och familjen vattentrampare. Inga underarter finns listade i Catalogue of Life.